# Karen Kopins
Karen Kopins (Ridgefield, 10 de octubre de 1961) es una ex actriz y ex modelo estadounidense.

## Primeros años de vida
Kopins nació el 10 de octubre de 1961. Asistió a Ridgefield High School y se graduó de Marymount College antes de mudarse a California para seguir una carrera como actriz.
Fue Miss Connecticut 1977, habiendo ingresado al certamen como Miss Ridgefield.

## Carrera
Kopins protagonizó las películas Fast Forward, Creator, Once Bitten, junto a Jim Carrey, y Jake Speed, y apareció como invitada en varios programas de televisión, como The A-Team y Riptide. Entre las temporadas 11 y 13 de Dallas, interpretó a Kay Lloyd, un interés amoroso de Bobby Ewing. Fue elegida para protagonizar el spin-off no emitido de Los ángeles de Charlie, Angels '88. Kopins tuvo un pequeño papel en un episodio de Amazing Stories, uno de los dos dirigidos por el creador de la serie Steven Spielberg.

## Vida personal
En 1990, Kopins se casó con su novio de la secundaria, Marc Shaw, con quien tiene cuatro hijos. La familia reside en Redding, Connecticut.

## Filmografía

### Película
| Año  | Título                                     | Papel             | Notas                  |
| ---- | ------------------------------------------ | ----------------- | ---------------------- |
| 1985 | Fast Forward                               | Susan Granger     |                        |
| 1985 | HeartBeat                                  | Erin              | película de televisión |
| 1985 | Creator                                    | Lucy Wolper       |                        |
| 1985 | Once Bitten                                | Robin Pierce      |                        |
| 1986 | Jake Speed                                 | Margaret Winston  |                        |
| 1988 | The Tracker                                | Sarah Bolton      |                        |
| 1989 | Perry Mason: The Case of the Lethal Lesson | Kimberly McDonald | película de televisión |
| 1989 | Troop Beverly Hills                        | Lisa              |                        |
| 1991 | Archie: To Riverdale and Back Again        | Veronica Lodge    | película de televisión |

### Televisión
| Año       | Título                             | Papel                | Notas                                                  |
| --------- | ---------------------------------- | -------------------- | ------------------------------------------------------ |
| 1983      | Profesión Peligro                  | Government Agent     | Episodio: «Baker's Dozen»                              |
| 1984      | Riptide                            | Kimba Hall           | Episodio: «Piloto»                                     |
| 1984      | T. J. Hooker                       | Oficial Maggie Paine | Episodio: «Target: Hooker»                             |
| 1984      | Knight Rider                       | Cindy Morgan         | Episodio: «Dead of Knight»                             |
| 1985      | The Love Boat                      | Misty Lawson         | 1 episodio                                             |
| 1985      | Amazing Stories                    | Liz                  | Episodio: «The Mission»                                |
| 1986      | El espantapájaros y la señora King | Sonja Chenko         | Episodios: «Stemwinder: Part 1» y «Stemwinder: Part 2» |
| 1986      | The A-Team                         | Dominique Conré      | Episodio: «The Spy Who Mugged Me»                      |
| 1988      | Full House                         | Linda Stratton       | Episodio: «Danny's Very First Date»                    |
| 1988      | Circus                             | Jennifer             | Piloto de televisión                                   |
| 1989      | Midnight Caller                    | Kathy Heller         | Episodio: «Blood Red»                                  |
| 1988-1989 | Dallas                             | Kay Lloyd            | Papel recurrente, 13 episodios                         |
| 1990      | Designing Women                    | Eugenia Weeks        | Episodio: «Suzanne Goes Looking for a Friend»          |